# Gabriel Franz Marenzi von Tagliuno und Talgate
Gabriel Franz Geremia Maria Aloysius Marenzi und Freiherr von Marenzfeldt und Scheneck (Lubiana, 14 maggio 1861 – Wels, 28 novembre 1934) è stato un generale austro-ungarico.

## Biografia

### La famiglia d'origine
Gabriel Franz discendeva da un'antica famiglia di origini friulane e lombarde della nobiltà austriaca; suo padre era il generale marchese Franz Anton Marenzi von Tagliuno und Talgate, che era comandante della città e comandante militare di Lubiana in quel momento. Dopo aver frequentato il ginnasio di Lubiana, fu poi all'Accademia Militare Teresiana di Wiener Neustadt dalla quale uscì nel 1894 quale tenente di cavalleria.

### La carriera e i duelli
Nel 1886 fu assegnato al Nikolaus Grossfürst von Russland-Husaren Nr.2 e il 20 ottobre 1890 si batté in duello alla pistola con il capitano Wilhelm Rainer per una questione d'onore, ferendolo gravemente. Entrambi furono trasferiti a diversi reggimenti e a Marenzi toccò il Landwehr-Ulanenregiment Stockerau. Successivamente Marenzi divenne uno dei massimi esperti di duelli e punti d'onore dell'esercito austro-ungarico, divenendo nel 1897 presidente del Tribunale Militare dei Duelli, per cui dovette essere consultato anche per la vicenda che coinvolse il conte Karl von Kirchbach auf Lauterbach, cognato del cugino Franz Karl, che aveva ucciso in duello alla sciabola l'amante della moglie.

### La prima guerra mondiale e gli ultimi anni
Nel 1900 fu promosso maggiore ed assegnato al Landwehr-Regiment Nr. 1; il 3 settembre 1914 fu promosso da colonnello a maggior generale e comandante della Landwehr-Kavalleriebrigade di stanza a Wels. Durante la prima guerra mondiale combatté al comando di una brigata di cavalleria in Galizia, segnalandosi durante la presa di Leopoli, e successivamente comandò le truppe austro-ungariche in Romania sotto il comando del generale tedesco August von Mackensen, partecipando e dando un esito decisivo alla battaglia di Bucarest e alla seconda battaglia di Oituz; dall'agosto 1917 al 1918 comandò le truppe austro-ungariche in Romania con il grado di tenente generale.
Poco prima della caduta della monarchia, nel settembre 1918, si congedò dall'esercito e dall'imperatore, il quale gli conferì in quell'occasione l'Ordine militare di Maria Teresa. Condusse una vita ritirata, fino alla morte, nei suoi possedimenti austriaci presso Wels.

### Matrimonio e discendenza
Il 6 maggio 1893 aveva sposato a Prugg Gabriele Theresia Caroline Maria Evarista (1859-1942), figlia del conte Johann Nepomuk Franz von Harrach zu Rohrau und Thannhausen e di Maria Markéta von Lobkowitz. La moglie soffrì due aborti spontanei. Non ebbero figli.